# Formigas

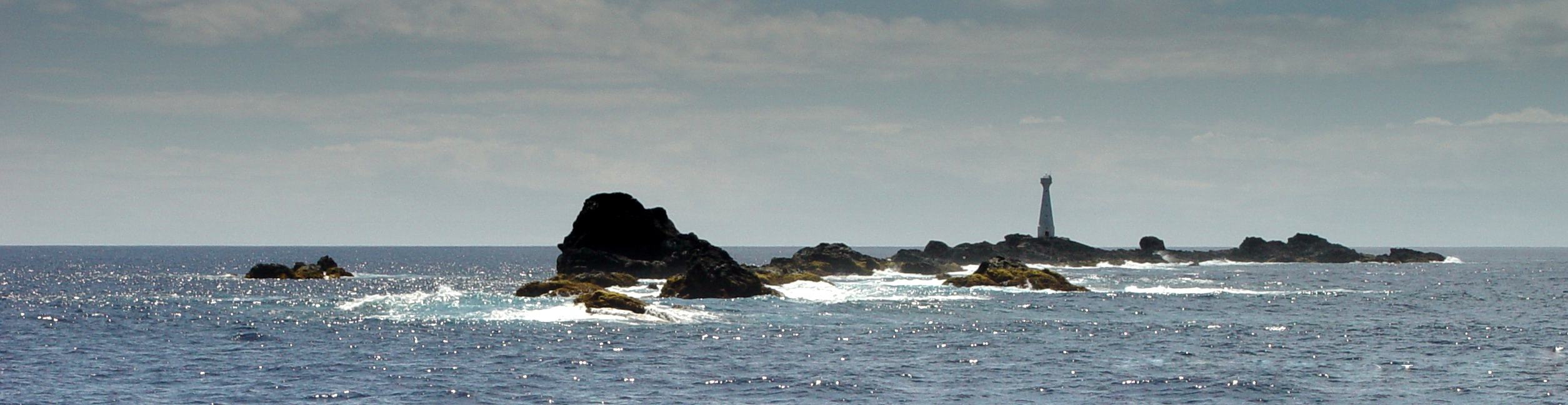
Formigas

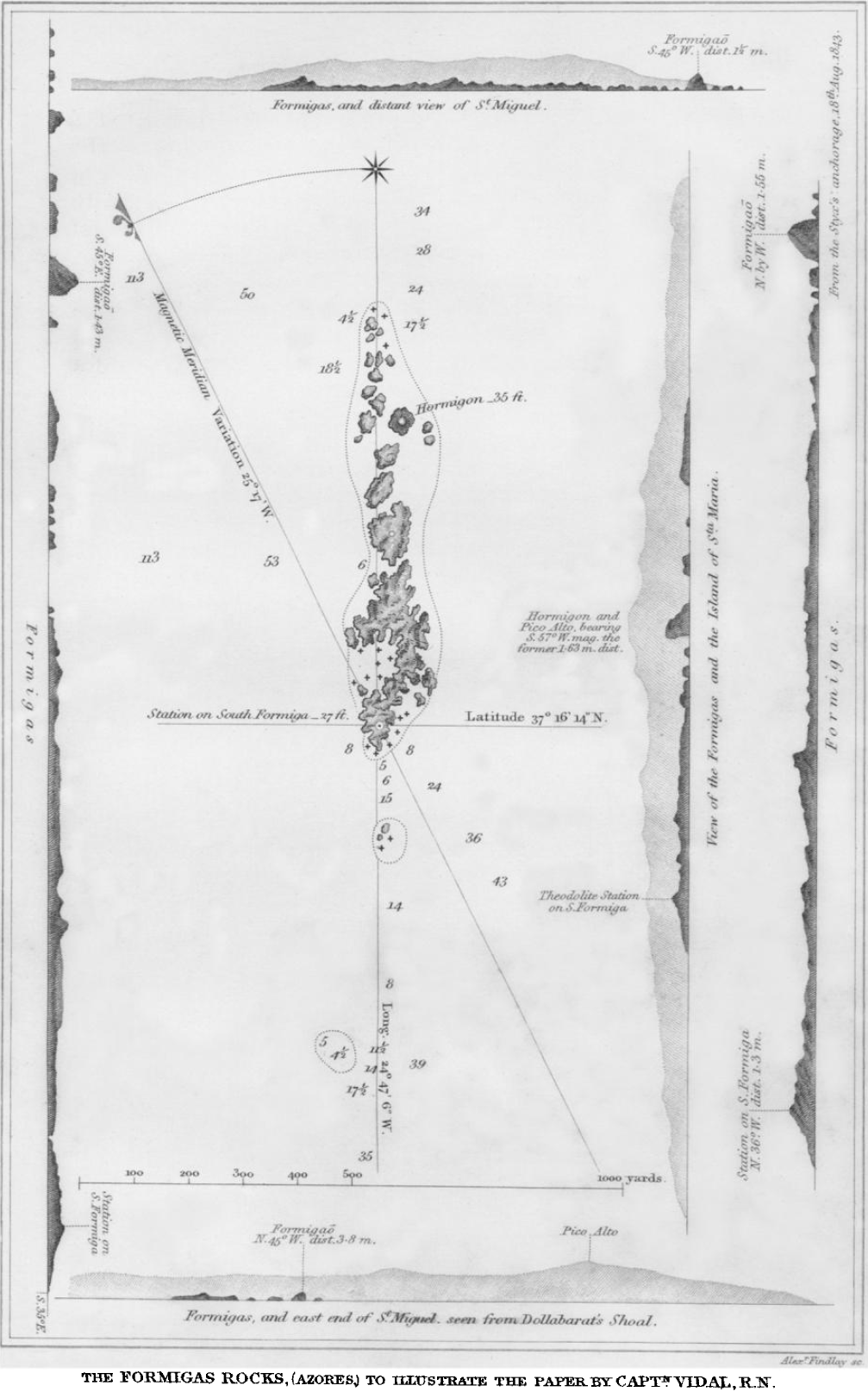
Mappa del 1849.

Formigas sono un gruppo di minuscole isole e scogli affioranti che sorgono nei pressi del gruppo orientale delle isole dell'arcipelago delle Azzorre. Amministrativamente si trovano nella zona di giurisdizione della Capitania dei Porti di Vila do Porto.
Le Formigas si trovano a circa 43 km dall'isola di Santa Maria e ricoprono approssimativamente una superficie di circa 9 000 m².
Furono scoperte da Diogo de Silves e Gonçalo Velho nel 1431 durante un viaggio in direzione di Madera.
Il gruppo delle Formigas è segnalato da un faro, a cui è stata assegnata la sigla internazionale D-2638, che sorge sull'isolotto più meridionale. Fu costruito nel 1948 e modernizzato nel 1962.